# Ifeanyi Chiejine
Ifeanyi Chiejine (Lagos, 17 de mayo de 1983-21 de agosto de 2019) fue una futbolista nigeriana que jugaba en la posición de centrocampista. 

## Trayectoria
Comenzó su carrera en 1998 en el FCT Queens, y ese mismo año debutó con la Selección nigeriana. Posteriormente jugó en el Pelican Stars y el Bayelsa Queens. Con la Selección nigeriana jugó en los Juegos Olímpicos de 2000 y 2008 y los Mundiales de 1999, 2003 y 2007.
En 2008 jugó cedida en el FC Indiana de la W-League estadounidense. Tras los Juegos de Pekín se retiró de la Selección nigeriana, y dejó Nigeria para jugar en el fútbol europeo. Pasó dos temporadas en la liga finlandesa: jugó en el Kuopio en 2010 y en el PK-35 en 2011. Ese año fichó por el Zvezda Perm ruso, y en 2013 pasó al SSVSM Almaty kazajo, con el que debutó en la Liga de Campeones femenina de la UEFA.